# Али Рида Баша ар-Рикаби
Али Рида Баша ар-Рикаби (араб. رضا باشا الركابي‎; 1864, Дамаск — 25 мая 1942, Дамаск) — сирийский и иорданский военный и государственный деятель, премьер-министр Сирии (1918—1919, 1919—1920) и Трансиордании (с 10 марта 1922 по 1 февраля 1923 и с 3 марта 1924 — 26 июня 1926 года).

## Биография
Окончил Османскую военную школу в Константинополе. Служил в Медине, где он был назначен губернатором и командующим армией. Потом отправился в Ирак, где он принял командование армией в Багдаде и Басре.
В 1901 году ему было присвоено воинское звание генерала. Также получил почетный титул паши. Занимал должность заместителя военного губернатора Иерусалима. В 1908 году был назначен военным губернатором и администратором Медины.
В начале Первой мировой войны являлся командующим османских вооруженных сил в Багдаде и губернатором Басры, выступал за нейтралитет Османской империи и против вступления в войну на стороне Германии, за что был обвинен правящим Триумвиратом в пораженчестве и уволен с армейской службы.  Администратор Сирии Ахмед Джемаль-паша назначил его мэром Дамаска.
После Великого арабского восстания вступил в арабскую армию и стал военным губернатором Дамаска.
В 1918 году королем Фейсалом I был назначен первым сирийским премьер-министром. Его деятельность на этом посту находилась под влиянием хаоса, который был на территории Сирии после распада Османской империи. Новое королевство оказалось под нарастающим давлением со стороны Франции, которая стремилась превратить её в подмандатную территорию. После ультиматума о роспуске сирийской армии и оккупации французами Латакии он подал в отставку и бежал в соседнюю Трансиорданию.
В 1922—1924 годах занимал должность премьер-министра Трансиордании. На этом посту провел чистку армии от антиколониально настроенных офицеров. На переговорах в Лондоне ему удалось получить согласие Британии на парламентскую независимость государства и исключить Трансиорданию из Декларации Бальфура, в соответствии с которой Великобритания обещала создать еврейское государство в Палестине. После возвращения в Трансиорданию он столкнулся с тем, что принц Абдалла возражал против некоторых условий этого соглашения, что привело к ухода политика в отставку.
Однако в марте 1924 года принц Абдалла вновь предложил ему возглавить правительство. Во время второго срока в качестве премьер-министра Трансиордании он тайно поддерживал сирийское восстание против французского правления. Эти действия были решительно поддержано королем Фейсалом в Ираке, который направил иракскую помощь сирийским повстанцам. После того, как сирийское восстание было подавлено французами ра-Рикаби ушёл в отставку.
Покинув Трансиорданию в 1926 году, он несколько лет жил как частный гражданин в Иерусалиме и Хайфе, поскольку французские власти запретили ему на несколько лет въезд в Сирию, прежде чем он смог вернуться в Дамаск. На родине он основал монархическую партию, которая требовала возвращения короля Фейсала и баллотировался на пост президента Сирии. После смерти Фейсала I в 1933 году он принял решение об уходе из политики.
Последние десять лет своей жизни он провел в уединении дома, постоянно подвергаясь преследованиям со стороны французов и их агентов.
25 мая 1942 года умер после долгой болезни.